# She Wolf (песня)
«She Wolf» (с англ. — «Волчица») — первый сингл колумбийской певицы Шакиры из её восьмого студийного альбома She Wolf (2009), выпущенный 10 июля 2009 года на лейбле Epic Records.

## Написание и композиция
Песня написана Шакирой, Джоном Хиллом и Сэмом Эндикотом. Шакира и Хилл также выступили продюсерами сингла. В интервью с Rolling Stone, Шакира сказала, что идея для «She Wolf» пришла к ней «очень таинственно», пояснив: «В тот день я была в студии в плохом настроении, затем я получила вдохновение и пошла в угол, и я написала текст и мелодию за 10 минут. Образ волчицы просто пришёл мне в голову, когда я меньше всего этого ожидала.» Эндикот, музыкант и вокалист американской пост-панк группы The Bravery объяснил, как он и Хилл начали работать с Шакирой, сказав: «Она связалась с Хиллом, спросив есть ли у него материал. Мы никогда не имели её в виду. Мы просто делали материал независимо от неё, а потом ей очень понравилось и она это спела. У неё уже были некоторые мелодии, она их принесла и мы тут же написали сумасшедшие песни о том, как быть оборотнем. Вот как это произошло.»

## Коммерческий успех
В Австрии сингл достиг #3 в чарте Austrian Single Chart и провёл в нём 19 недель. В Бельгии, в регионе Фландрия, сингл вошёл в чарт Ultratop под #48 и достиг #16, проведя 15 недель в чарте. Лучшие результаты сингл показал в бельгийском регионе Валлония, где он вошёл в чарт Ultratop под #8 и достиг #5, проведя 21 неделю в чарте. «She Wolf» является вторым синглом Шакиры, который достиг #5 в этом регионе, после сингла «Beautiful Liar» (2007).

## Выступления
Впервые Шакира исполнила песню «She Wolf» 16 сентября 2009 года в финале четвёртого сезона американского шоу талантов America's Got Talent. 17 сентября она исполнила песню на церемонии 2009 ALMA Awards. 18 сентября певица выступила с синглом «She Wolf» и вторым синглом с альбома «Did It Again» на шоу Jimmy Kimmel Live!, а 17 октября на шоу Saturday Night Live. 24 сентября Шакира исполнила «She Wolf» и её хит 2006 года «Hips Don't Lie» на BBC Radio 1Xtra Live Lounge. 25 сентября она исполнила «She Wolf» вместе со своими хитами «Whenever, Wherever» и «Hips Don't Lie» на шоу Friday Night with Jonathan Ross. 28 сентября состоялось выступление с песней на T4.
14 февраля 2010 года певица выступила с песней «She Wolf» и третьим синглом с альбома «Give It Up to Me» во время NBA All-Star Game (2010). В 2010 году, на фестивале Rock in Rio в Мадриде, Испания, Шакира исполнила испанскую версию сингла под названием «Loba». 10 июня она спела песни «She Wolf», «Hips Don't Lie» и официальную песню FIFA World Cup 2010 «Waka Waka (This Time for Africa)» на FIFA World Cup opening ceremony (2010). 26 июня Шакира исполнила песню на фестивале Glastonbury, который состоялся в Пилтоне, Сомерсет. Песня также была включена в сет-лист тура The Sun Comes Out World Tour в 2010 и 2011 годах.

## Список композиций
| Digital EP («She Wolf») 1. «She Wolf» — 3:07 2. «She Wolf» (Moto Blanco Club Mix) — 7:07 3. «She Wolf» (Moto Blanco Radio Mix) — 3:39 4. «She Wolf» (Calvin Harris Remix) — 4:46 5. «She Wolf» (Deeplick Club Remix) — 7:05 6. «She Wolf» (Deeplick Club Remix Radio Edit) — 3:25 Digital EP («Loba») 1. «Loba» — 3:07 2. «Loba» (Pocho Club Mix) — 3:50 3. «Loba» (Pocho Radio Mix) — 3:42 4. «Loba» (Deep Mariano Club Mix) — 5:05 5. «Loba» (Deep Mariano Radio Mix) — 4:34 | CD single 1. «She Wolf» — 3:07 2. «Loba» — 3:07 Digital download («She Wolf») 1. «She Wolf» — 3:07 Digital download («Loba») 1. «Loba» — 3:07 Promo single («Loba») 1. «Loba» (Salsa version) — 3:56 |

## Чарты

### Недельные чарты
| Чарт (2009)                                              | Высшая позиция |
| -------------------------------------------------------- | -------------- |
| Австралия (ARIA)                                         | 18             |
| Австрия (Ö3 Austria Top 40)                              | 3              |
| Бельгия (Ultratop 50 Flanders)                           | 16             |
| Бельгия (Ultratop 50 Wallonia)                           | 5              |
| Канада (Canadian Hot 100)                                | 5              |
| Чехия (IFPI)                                             | 12             |
| Дания (Tracklisten)                                      | 16             |
| Европа (European Hot 100 Singles)                        | 4              |
| Финляндия (Suomen virallinen lista)                      | 6              |
| Франция (SNEP)                                           | 4              |
| Германия (Media Control AG)                              | 2              |
| Ирландия (IRMA)                                          | 2              |
| Италия (FIMI)                                            | 3              |
| Япония (Japan Hot 100)                                   | 9              |
| Мексика (Monitor Latino) Spanish version: «Loba»         | 1              |
| Нидерланды (Mega Single Top 100)                         | 13             |
| Новая Зеландия (Recorded Music NZ)                       | 36             |
| Норвегия (VG-lista)                                      | 11             |
| Словакия (IFPI)                                          | 13             |
| Испания (PROMUSICAE)                                     | 2              |
| Швеция (Sverigetopplistan)                               | 17             |
| Швейцария (Schweizer Hitparade)                          | 3              |
| Великобритания (UK Singles Chart)                        | 4              |
| США (Billboard Hot 100)                                  | 11             |
| США (Billboard Mainstream Top 40)                        | 11             |
| США (Billboard Hot Dance Club Songs)                     | 1              |
| США (Billboard Hot Latin Songs) Spanish version: «Loba»  | 1              |
| США (Billboard Tropical Airplay) Spanish version: «Loba» | 1              |